# アフガニスタン・イスラム国

アフガニスタン・イスラム国
د افغانستان اسلامی دولت （パシュトゥー語）
دولت اسلامی افغانستان （ダリー語）

国の標語: لا إله إلا الله، محمد رسول الله

（アラビア語:アッラーフの他に神はなし。ムハンマドはアッラーフの使徒である。）国歌: قلعه اسلام قلب اسیا（パシュトー語）
イスラムの砦、アジアの心

アフガニスタン・イスラム国（ペルシア語: دولت اسلامی افغانستان）は、1992年から2002年までのアフガニスタンの政体。アフガニスタンのムジャーヒディーン政党の一部によるペシャワール合意でアフガニスタン共和国が崩壊した後の1992年4月26日に成立した。アフガニスタン・イスラム国は臨時政府が指定した国名。1996年より、ターリバーンの統治するアフガニスタン・イスラム首長国と同時に存在したが、5年後のアメリカ同時多発テロ事件によりアメリカ合衆国が参戦してイスラム首長国が転覆された。

## 背景
1992年4月、後ろ盾のロシアの支持を失った大統領ムハンマド・ナジーブッラーが辞任、後任は中立の臨時政府となった。ムジャーヒディーン政党数党が連立政権に向けた交渉を開始したが、パキスタンの軍統合情報局の支持と指示を受けるイスラム党（党首グルブッディーン・ヘクマティヤール）は交渉に参加せず、独自でカーブルを征服すると宣言した。ヘクマティヤールはカーブルに進軍、4月17日以降には入城に成功した。これによりほかのムジャーヒディーン組織はヘクマティヤールがカーブル、そして全国で権力を奪取することを防ぐためにカーブルに入城するしかなくなった。その結果、5、6つの軍勢（ほぼ全員が外国の支持を得ていた）がお互いと戦う内戦状態に突入した。1992年4月26日にはいくつかのムジャーヒディーン組織が「臨時政府」創設を宣言したが、アフガニスタンで実権を握るには至らなかった。
 アフガニスタン・イスラム共和国 (2001-2021年8月15日同国大統領の国外への亡命により事実上の共和国政府崩壊）

## 歴史

### ラッバーニーとヘクマティヤール
共産党員が支配していたアフガニスタン共和国の大統領ムハンマド・ナジーブッラーは1992年4月15日に辞任を余儀なくされた。同年4月25日、アフガニスタンの反ソ連レジスタンス7組織のうち6組織はペシャワール合意を締結、カーブルを掌握するための臨時政府を設立した。7組織のうちパシュトゥーン人グルブッディーン・ヘクマティヤール率いるイスラム党のみはナジーブッラーの残党から支持を受けて合意への署名を拒否した。イスラム党は代わりにイスラム国家の建国を宣言、シャリーアの採用、バーの閉鎖、女性のヒジャブ着用義務などを定めた。6月、タジク人を中心とするジャマーアテ・イスラーミーの党首ブルハーヌッディーン・ラッバーニーがアフガニスタン・イスラム国の暫定大統領に就任、12月30日には7人で構成された政府委員会の議長（実質的には大統領）を任期2年で選出された。しかし、ヘクマティヤールが統治権を要求、ラッバーニーの軍勢と衝突した。数か月間の戦闘の後、2人は1993年3月に協定を締結、ラッバーニーの任期を1.5年に短縮するとともにヘクマティヤールが6月に首相に就任した。しかし、反乱諸勢力の間の戦闘は継続、カーブルはほとんど破壊しつくされた。

### ターリバーンの台頭
1994年末、主にパシュトゥーン人で構成されるイスラム原理主義民兵組織であるターリバーンはパキスタンの支援を得て南アフガニスタンで広大な地域を占領した。1995年と1996年にも進撃を続けたターリバーンは1996年9月にカーブルを占領、ラッバーニー政府やほかの反乱勢力を北に追いやり、1996年末にはアフガニスタンの3分の2を占領した。また1996年9月27日に元大統領ナジーブッラーが逮捕、公開処刑された。
ターリバーンは国名をアフガニスタン・イスラム首長国に変え、支配地でシャリーアよりも厳しい法律を敷いた。これは特に女性に悪影響を与えた。すなわち、ターリバーンの規定では女性がブルカ着用義務を課され、屋内にとどまるよう強制され、家以外で働くことがまれな例外を除いて禁止され、女子学校が閉鎖されてほとんどの女性が教育を受けられなくなった（女性の識字率は共産党統治時期には上昇していた）。映画館、サッカースタジアム、テレビ局も閉鎖された。

### 北部同盟対ターリバーン
首都を追われたラッバーニー政府はウズベク人軍人ラシッド・ドスタム、タジク人の指導者アフマド・シャー・マスード、カリーム・ハリーリー率いるシーア派のヘズベ・ワフダート（ハザーラ人を主体としている）と大同盟を結成した。同盟の目的はアフガニスタンをターリバーンから取り戻すことで、正式名称は「アフガニスタン救国・民族イスラム統一戦線」だったが、西半球では北部同盟として知られた。アフガニスタン・イスラム国は国際連合で承認されるアフガニスタン代表に留まった。
北部同盟は1997年5月末までに一連の戦略的勝利を収め、ターリバーンの攻勢が止まった。国際からの圧力により北部同盟とターリバーンは交渉を開始したが、両派とも過大な要求を出したため和解は不可能であり、交渉が膠着した。1997年の国連報告によると、アフガニスタンでは地雷による死傷が頻発し、乳児死亡率が25%に上り、反乱諸派による経済封鎖が飢餓を引き起こし、人道主義組織も救援活動を満足に行えなかった。また1998年2月アフガニスタン地震が北東部でおき、4,500人が死亡した。
1998年の前半には交渉で平和合意が締結されると思われたが、北部同盟が崩壊してしまった。ターリバーンは機に乗じて攻勢を開始、州都のマイーマナ、シェベルガーン、マザーリシャリーフ（1998年8月8日、マザーリシャリーフの戦い (1997年-1998年)も参照）を続けざまに占領した。ターリバーンはマザーリシャリーフのシーア派市民を虐殺、さらにイランのジャーナリストや外交官8人を殺害した（アフガニスタン国内のイラン外交官殺害事件）。この行動は国際の批判を受け、ターリバーン政権とイランが戦争寸前の状態に陥った。
2001年、アメリカ同時多発テロ事件によりアメリカ合衆国と北大西洋条約機構が参戦してターリバーン政府の転覆に成功、アフガニスタン・イスラム共和国が建国された。これによりアフガニスタン暫定行政機構が成立した。

## 地図

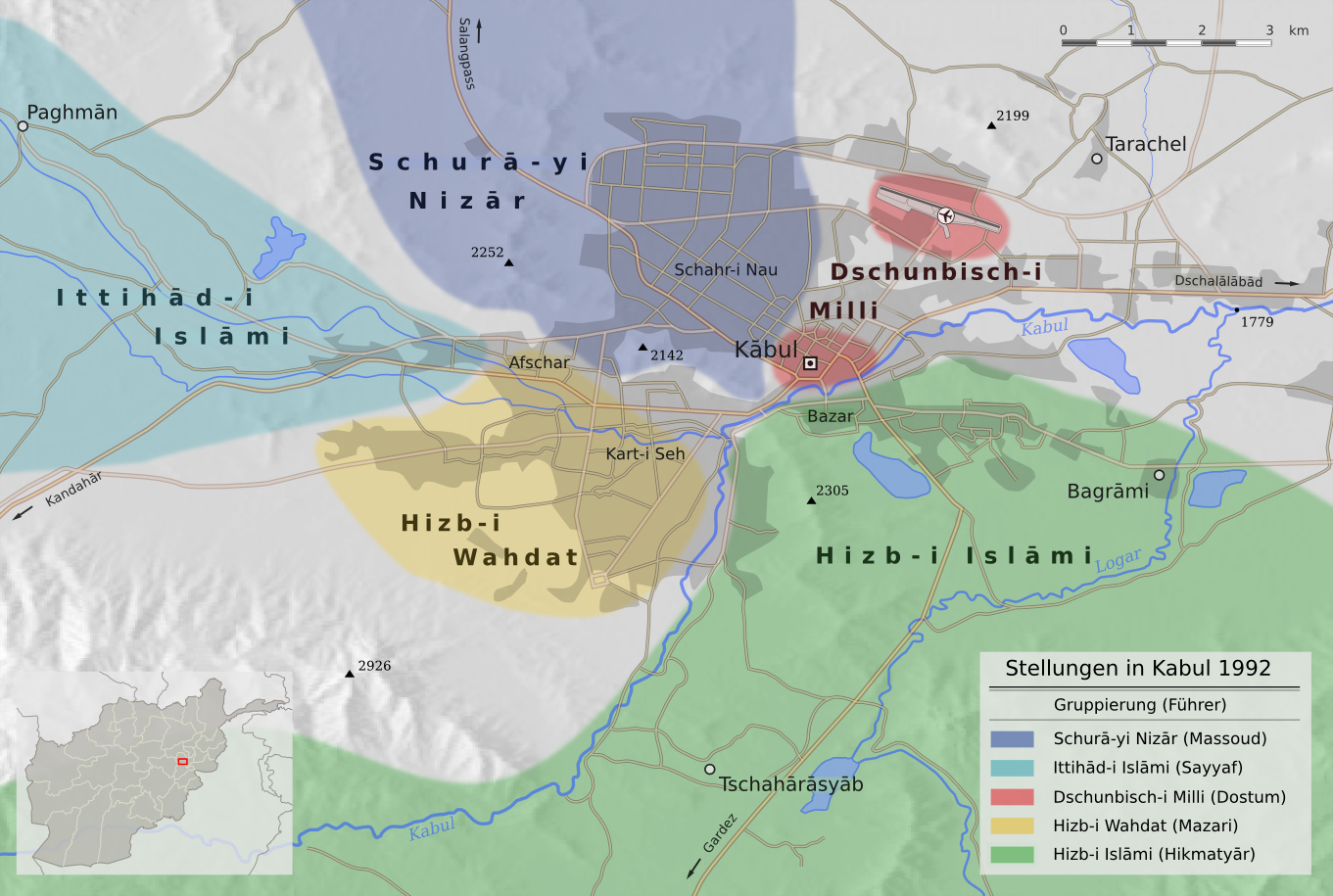
諸党派のカーブルにおける勢力範囲（1992年）
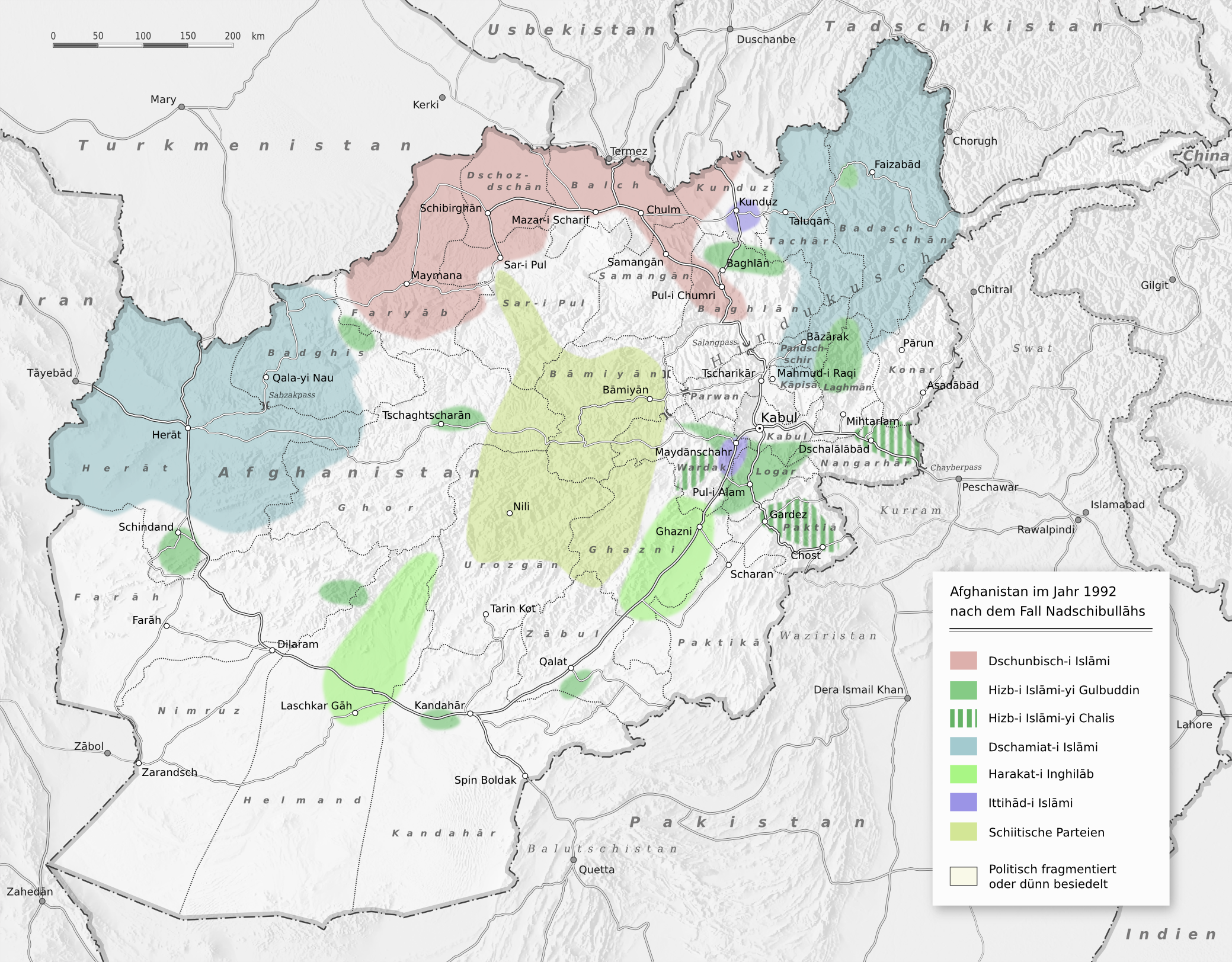
ナジーブッラー失脚後の情勢（1992年）
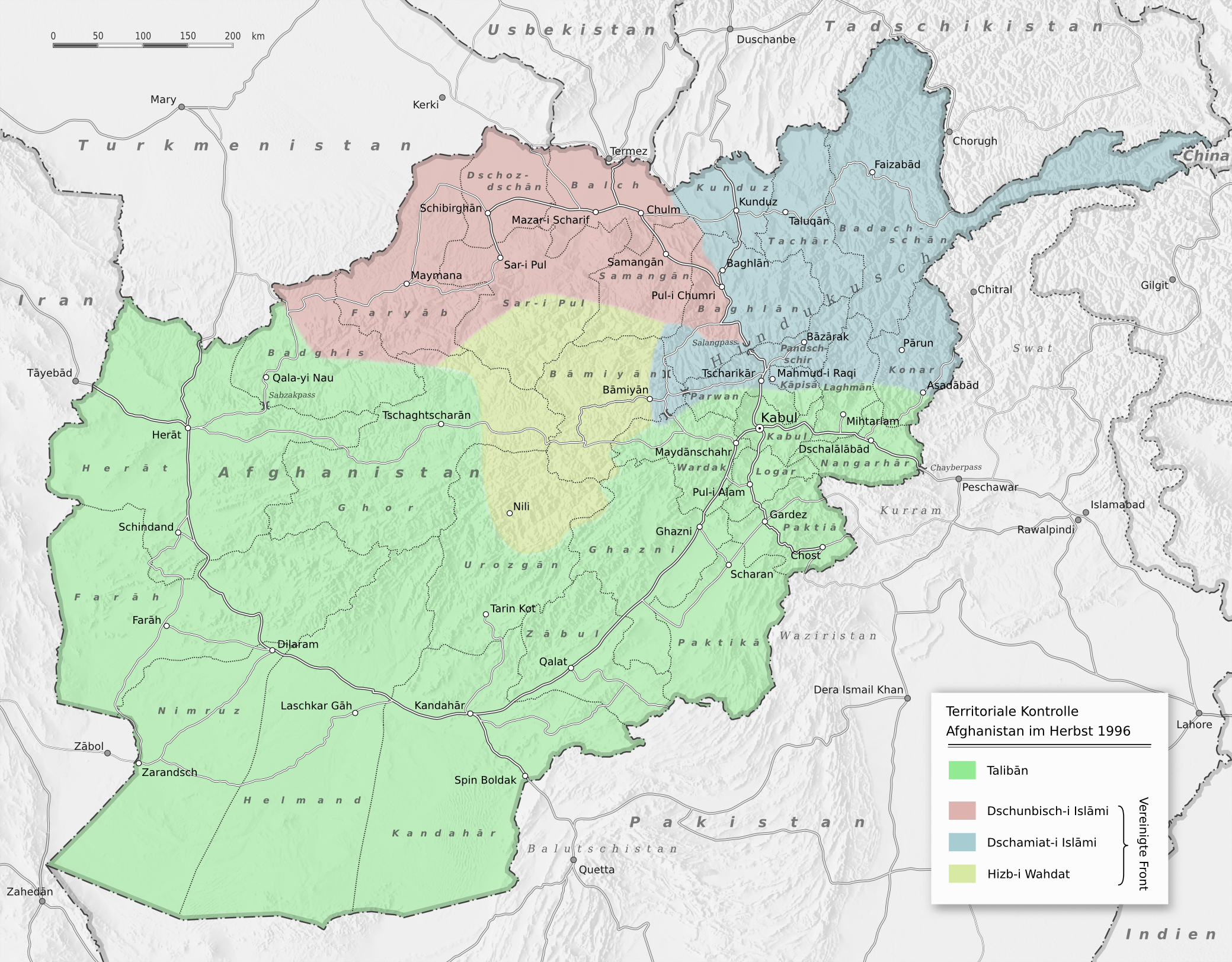
ターリバーンがカーブルを占領した後の情勢（1996年）
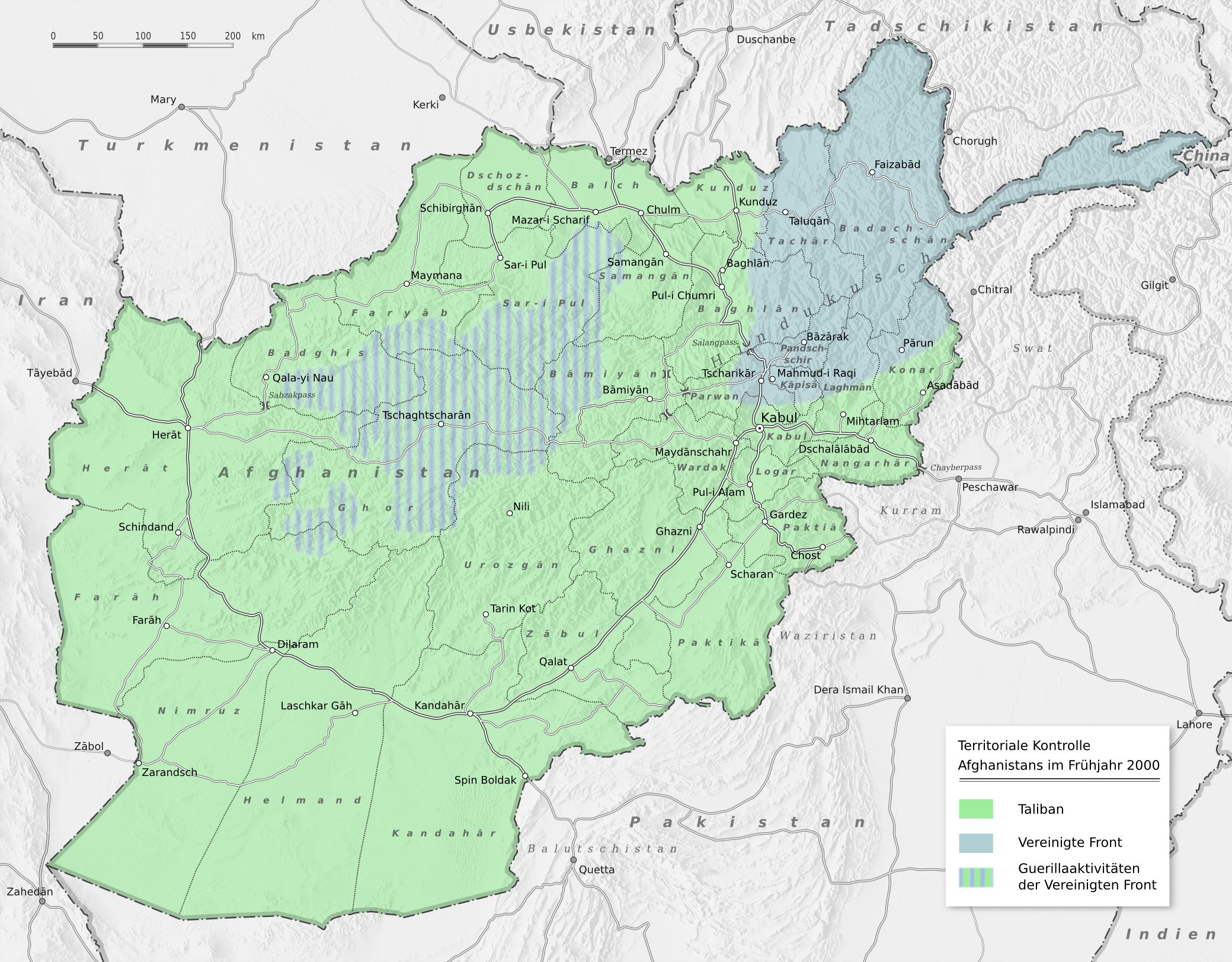
ターリバーン・北部同盟戦争（2000年）
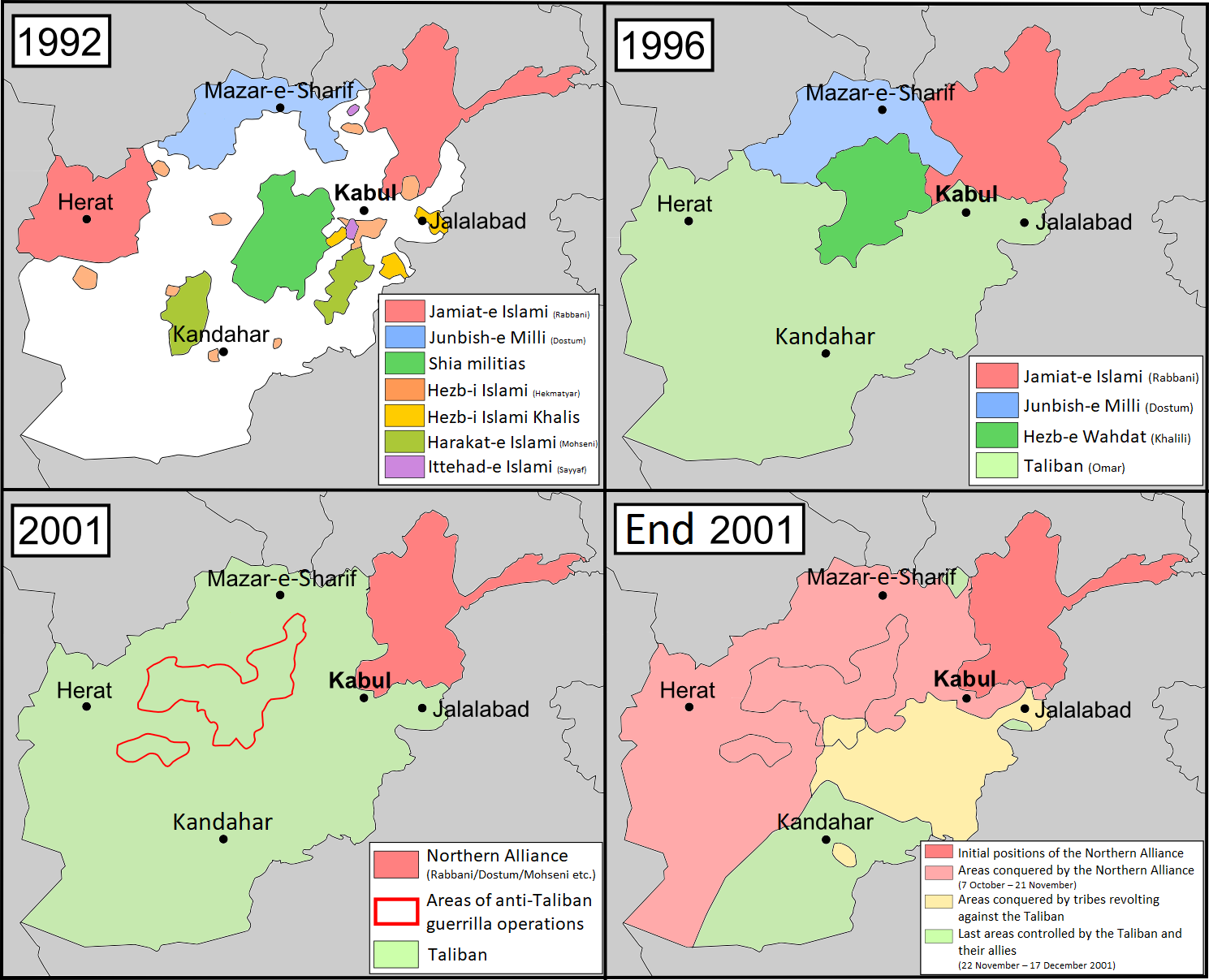
戦争の進展（1992年 - 2001年）